# برنارد إم. جادج
برنارد إم. جادج (بالإنجليزية: Bernard M. Judge)‏ هو صحفي أمريكي، ولد في 6 يناير 1940، وتوفي في 14 يونيو 2019 بسبب سرطان.